# O Gud, vår hjälp i gångna år
O Gud, vår hjälp i gångna år är en nyårspsalm av Isaac Watts. I 1937 års psalmbok hade den fyra verser i en översättning som J. A. Eklund och Natanael Beskow anges som ansvariga för. I 1986 års rikssvenska psalmbok finns en version av Britt G. Hallqvist som innehåller sex verser, de av originalets som brukar finnas med i nutida engelskspråkiga psalmböcker.
Av tradition, i Storbritannien och Kanada sjungs psalmen på Stilleståndsdagen.